# 萊文沃思 (印第安納州)
萊文沃斯（英語：Leavenworth）是一個位於美國印地安納州克勞福德縣的城鎮。

## 地理
萊文沃斯的座標為38°11′57″N 86°20′32″W / 38.19917°N 86.34222°W，而該地的平均海拔高度為201米（即659英尺）。

## 人口
根據2010年美國人口普查的數據，萊文沃斯的面積為2.25平方千米，當中陸地面積為2.13平方千米，而水域面積為0.12平方千米。當地共有人口238人，而人口密度為每平方千米106人。